# Middlesboro
Middlesboro, auch Middlesborough, ist eine Stadt im Bell County des Bundesstaates Kentucky in den Vereinigten Staaten. Das U.S. Census Bureau hat bei der Volkszählung 2020 eine Einwohnerzahl von 9.405 ermittelt. Sie liegt westlich der Cumberland Gap und ist die größte Stadt im südöstlichen Kentucky. Sie befindet sich vollständig zwischen Pine Mountain und den Cumberland Mountains im Middlesboro Basin, einem riesigen Meteoritenkrater. Die Stadt behauptet, die einzige in den Vereinigten Staaten zu sein, die komplett innerhalb eines solchen Kraters gebaut wurde, sowie die Heimat der Ragtime-Musik und des ältesten kontinuierlich bespielte Golfplatz des Landes zu sein.

## Geschichte
John Turner aus Virginia gründete 1810 in der Nähe die Siedlung Yellow Creek, aber die Stadt begann sich erst zu entwickeln, als der in Schottland geborene und in Kanada aufgewachsene Ingenieur und Unternehmer Alexander Arthur sich für das Yellow Creek Valley interessierte. 1888 wurde die neue Stadt parzelliert und Middlesborough genannt, vermutlich nach der englischen Stadt Middlesbrough, entweder nach einem lokalen Wettbewerb, der sie als besten Beitrag auswählte, oder nach der Heimatstadt der Brüder, die das örtliche englische Hotel besaßen. Zwei Jahre später, am 14. März 1890, wurde die Stadt offiziell unter dem Namen Middlesborough gegründet, aber das Postamt wechselte 1894 zum Namen Middlesboro und diese Schreibweise wurde seitdem von der Stadt selbst, dem Schulbezirk der Stadt, dem Kentucky Land Office, und dem U.S. Board on Geographic Names übernommen.

## Demografie
Nach der Schätzung von 2019 leben in Middlesboro 9084 Menschen. Die Bevölkerung teilte sich 2017 auf in 90,0 % nicht-hispanische Weiße, 6,7 % Afroamerikaner, 0,5 % Asiaten, 0,6 % Sonstige und 1,2 % mit zwei oder mehr Ethnizitäten. Hispanics oder Latinos aller Ethnien machten 0,7 % der Bevölkerung aus. Das mittlere Haushaltseinkommen lag bei 23.312 US-Dollar und die Armutsquote bei 41,7 %.

## Infrastruktur
Middlesboro wird von der Middlesboro-Bell County Airport, einem Flughafen mit einer einzigen Start- und Landebahn für allgemeine Luftfahrt, versorgt. Er ist der zweitälteste noch in Gebrauch befindliche Flughafen in Kentucky nach Bowman Field in Louisville. Der Flughafen wurde 1944 gegründet, aber der erste aufgezeichnete Flug in der Stadt war bereits 1912.
Der U.S. Highway 25 E führt durch die Stadt.

## Persönlichkeiten
- Vann Walls (1918–1999), R&B-Pianist und Songwriter
- Charles-James N. Bailey (1926–2023), Sprachwissenschaftler und Hochschullehrer